# Stéphane Arfi
Pour les articles homonymes, voir Arfi.
Stéphane Arfi est un écrivain, psychanalyste, scénariste et journaliste français né à Fort-de-France, en Martinique, en 1968. Il publie aussi sous le pseudonyme de Ivy Edelstein.

## Biographie
Stéphane Arfi est diplômé de l'Institut d'études politiques de Paris et il est titulaire d'une licence en droit Public et psycho-sociologie politique (université Paris I - Panthéon-Sorbonne) et certifié en Psychopathologie clinique.
Il commence sa carrière comme journaliste politique au sein du service France de l'AFP, puis de l'Express tout en collaborant à diverses revues de sciences sociales. Il écrit une enquête remarquée pour la revue d'études psycho-sociologiques Pardès, fondée par Schuel Trigano et Annie Kriegel sur la politique et le fait religieux en France et dirigé par Gilles Kepel et Bertrand Badie.
Devenu rédacteur en chef au sein du groupe Hachette Filipacchi Médias, il y a notamment conçu un magazine féminin de Psychologie, puis il dirige la rédaction de Web Magazine (Prisma Presse) puis celle de Bonheurs magazine,, magazine généraliste féminin de psychologie et de littérature qu'il fonde en 2012 avec la journaliste et rédactrice en chef Patricia Champane. La revue donne la parole aux écrivains (Christian Bobin, Amélie Nothomb, Douglas Kennedy), psychiatres (Christophe André, Boris Cyrulnik), philosophes et penseurs de tous horizons (Matthieu Ricard, Fabrice Midal, Gilles Lipovetsky). En 2014, il crée avec Patricia Champane le magazine national de protection animale Animaux Bonheur, pour lequel Brigitte Bardot et Yolaine de la Bigne signent une chronique régulière.
Écrivain, il a signé deux romans, Trois jours à Jérusalem, (Éditions Jean-Claude Lattès, 2018), La Vie magnifique de Frank Dragon (Grasset, 2017) et un récit, Devance tous le adieux(Points, Seuil 2015) préfacé par Christian Bobin.

## Œuvres
- Trois jours à Jérusalem[9], Editions JC Lattès, 2018, 320 pages.
- La Vie magnifique de Frank Dragon, éditions Grasset & Fasquelle, 2017, 272 pages.  (ISBN 978-2-246-72791-0).
- Devance tous les adieux[10],[11], sous le pseudonyme de Ivy Edelstein[12], Points Seuil, 2015, 110 pages. (Préface de Christian Bobin)

## Prix et distinctions
- Finaliste Prix Maisons de la Presse[13] 2017 pour La vie magnifique de Frank Dragon (Grasset)
- Finaliste Prix de la Page 112[14] pour La vie magnifique de Frank Dragon (Grasset)
- Finaliste Révélation 2017 Prix de la Société des Gens de Lettres -SGDL[15] pour La vie magnifique de Frank Dragon (Grasset)
- Lauréat Festival du premier Roman de Chambéry 2018 pour La vie magnifique de Frank Dragon (Grasset)
- Finaliste Révélation 2019 Prix de la Société des Gens de Lettres pour Trois Jours à Jérusalem (JC Lattès)